# Festival Internacional de Cinema de Busan
O Festival Internacional de Cinema de Busan (BIFF), antigo Festival Internacional de Cinema de Pusan (PIFF), realizado anualmente em Haeundae-gu, Busan, Coreia do Sul, é um dos festivais de cinema mais significativos da Ásia. O primeiro festival, realizado de 13 a 21 de setembro de 1996, foi também o primeiro festival internacional de cinema na Coreia.
O foco principal do BIFF é apresentar novos filmes e diretores estreantes, especialmente aqueles de países asiáticos. Outra característica notável é o apelo do festival aos jovens, tanto pelo grande público jovem que atrai, como pelos esforços para desenvolver e promover jovens talentos.
Em 1999, o Plano de Promoção de Pusan (renomeado Mercado de Projetos Asiático em 2011) foi estabelecido para conectar novos diretores a fontes de financiamento. O 16º BIFF em 2011 viu o festival mudar para uma nova sede permanente, o Busan Cinema Center em Centum City.